# Finansförbundet
Finansförbundet är en svensk fackförening för anställda inom finansbranschen. Det är det enda fackförbund som är specialiserat på bank och finans och är det största förbundet i finansbranschen.
Finansförbundet organiserar alla som arbetar inom finansbranschen, oavsett utbildningsbakgrund eller befattning. Antalet medlemmar uppgår till dryga 31 000 (oktober 2019).

## Från bankmannaförening till finansförbund
Finansförbundet är ett av de allra äldsta fackförbunden i Sverige. Det bildades redan år 1887 och hette från början Svenska Bankmannaföreningen. År 1911 beslöt representantskapet (årsmötet) att även kvinnor skulle få bli medlemmar i förbundet och 1939 tilläts gifta kvinnor att arbeta i banker och finansföretag. År 1919 ombildades föreningen från en yrkessammanslutning till en facklig organisation.  Vid 1943 års representantskap beslutades om en omorganisation så att de tidigare filialföreningarna gjordes om till distrikt och att klubbar bildades vid de större kontoren. Samtidigt ändrades föreningens namn till Svenska Bankmannaförbundet. Nästa namnbyte skedde 1994 när man blev Finansförbundet - Financial Sector Union of Sweden.
Högsta beslutande organ är kongressen, som samlas vart tredje år. Mellan kongresserna leds verksamheten av förbundets styrelse som består av 13 ledamöter. Ordförande sedan 2012 är Ulrika Boëthius.

## Lokal verksamhet
Den fackliga verksamheten bedrivs till största delen inom de olika företag där Finansförbundet har medlemmar. 
Närmast medlemmarna finns oftast ett kontaktombud på den egna arbetsplatsen. Ombudet svarar för att värva medlemmar samt information och stöd till medlemmar i frågor som rör arbetsplatsen.
Inom företagen finns klubbstyrelser som svarar för verksamheten och kontakter med medlemmar och arbetsgivare.
I de större bankkoncernerna finns det även en koncernklubb som svarar för övergripande facklig verksamhet som rör hela företagets verksamhet i Sverige.
Finansförbundet är indelat i fem olika regioner; Stockholm, Södra, Västra, Östra och Norra. Inom regionerna kan medlemmarna samlas till olika aktiviteter. Ytterligare en verksamhet är att vara med och arrangera utbildningar.

## Kollektivavtal
Finansförbundet har kollektivavtal med Bankinstitutens Arbetsgivareorganisation, BAO och Svensk handel. Avtalen omfattar anställda i de traditionella bankerna, vilket är de flesta medlemmarna i förbundet. 
Avtalen omfattar regler som styr anställningsförhållandet, arbetstider, ledigheter, löneutveckling och andra frågor som rör den enskilde i relation till arbetsgivaren. 
Finansförbundet tecknar även avtal med BAO om bland annat medbestämmande, arbetsmiljö och utbildning, samt pensionsplanen BTP-planen.
Utöver detta har förbundet även avtal med flera andra företag, direkt eller via någon annan arbetsgivarorganisation.

## Samverkan
Finansförbundet äger tidningen Finansliv som bevakar finansbranschens alla olika delar.
Tillsammans med Forena har förbundet en gemensam a-kassa.
Finansförbundet är medlem i 
- TCO - Tjänstemännens Centralorganisation
- NFU - Nordiska Finansanställdas Union
- UNI - Union Network International

Finansförbundet satsar årligen en procent av medlemsavgiften på internationellt solidaritetsarbete. Detta handlar om stöd till uppbyggnad av demokratiska fackliga organisationer inom finansbranschen. Detta arbete bedrivs i samarbete med UNI och dessutom tillsammans med LO-TCO:s biståndsnämnd. 
Finansförbundet är medlem i föreningen Fairtrade, som arbetar för en världshandel som grundar sig på respekt för mänskliga rättigheter och som främjar en bättre framtid och miljö.